# Flehingen (Oberderdingen)
Flehingen ist ein Ortsteil der Stadt Oberderdingen im Landkreis Karlsruhe. Zum Ortsteil Flehingen gehört das 1936 eingemeindete Sickingen.

## Geographie
Flehingen liegt im Kraichgau in der Nähe des Naturparks Stromberg. Der Ort liegt ca. 39 Kilometer östlich von Karlsruhe und ca. 38 Kilometer westlich von Heilbronn. In Flehingen mündet der Kohlbach in den Kraichbach.

Flehingen vom Reichenberg gesehen
Flehingen Nordansicht

## Geschichte
Flehingen wurde 778/779 erstmals im Lorscher Codex urkundlich erwähnt. Damals hieß Flehingen Flancheim oder Flanicheim.
Im Jahr 1158 begründete Berthold der Älteste von Sickingen die Linie derer von Flehingen. Sickingen und Flehingen gehörte zunächst den Strahlenbergern. Die Strahlenberger waren ein Adelsgeschlecht, das seinen Sitz bei Schriesheim an der Bergstraße hatte. Während der Speyerischen Fehde 1353 wurden die Burgen Flehingen und Sickingen von den Truppen Speyers eingeäschert. 1368 kamen Burg und Dorf Sickingen zur Kurpfalz. Im gleichen Jahr veranlasste Ludwig Wolff von Flehingen den Bau des Flehinger Schlosses.
Um das Jahr 1520 wurden Flehingen und Sickingen evangelisch. Die 1523 erbaute Sickinger Grabkirche St. Magdalena war somit vermutlich ein evangelisches Gotteshaus. Erst 1690 wurde erneut ein katholischer Gottesdienst abgehalten.
1666 litten Flehingen und Sickingen unter der Pest, die viele Todesopfer forderte. 1689 wurden große Teile Flehingens im Pfälzischen Erbfolgekrieg von den Truppen des französischen Generals Melac niedergebrannt.
1876 erwarb die Gemeinde Schloss und Ländereien von den Herren von Metternich. 1936 fusionierten Flehingen und Sickingen  zu einer Gemeinde. Im selben Jahr wurde das Bezirksamt Bretten aufgelöst und Flehingen kam zum Landkreis Karlsruhe. Im Zuge der Kreisreform schloss sich Flehingen am 1. Januar 1973 der Gemeinde Oberderdingen an, die sich seit dem 1. November 2023 ‘Stadt’ nennen darf.

### Einwohnerentwicklung
| Jahr | Einwohner |
| ---- | --------- |
| 1852 | 1518      |
| 1875 | 1488      |
| 1895 | 1576      |
| 1910 | 1840      |
| 1933 | 1830      |
| 1939 | 1735      |
| 1946 | 2377      |
| 1956 | 2535      |
| 1961 | 2561      |
| 1968 | 2822      |
| 1970 | 2896      |
| 2003 | 3627      |
| 2011 | 3610      |
| 2013 | 3676      |

### Sickingen
Sickingen wurde erstmals 784 durch Schenkungen an das Kloster Lorsch als Sichenheim erwähnt. 1344 wurde der Ort Syggingen genannt, was dem späteren Sickingen sehr nahekam. Der Ort war ein Lehen der Kurpfalz an das Adelsgeschlecht der Herren von Sickingen. Es gab zwei Burgen, die Obere und Untere Burg genannt wurden. Die Untere Burg befand sich unterhalb der Sickinger Kirche. Sie wurde 1353 erstmals erwähnt und 1525 im Bauernkrieg zerstört. Von der ehemaligen Burg ist heute nichts mehr erhalten. Die Obere Burg befand sich oberhalb der Sickinger Kirche und war vermutlich um 1500 in Besitz von Franz von Sickingen. Bei der Brandsetzung und Plünderung durch Tillys Truppen im Jahr 1622 waren die Folgen in Sickingen nicht so schwerwiegend wie in Flehingen. Bei der Pest 1666 traf es Sickingen jedoch genauso hart. 1936 wurden Sickingen und Flehingen unter dem Druck der NSDAP zu einer Gemeinde zusammengeschlossen. Weder die Sickinger, noch die Flehinger wollten dies. Bei den Einheimischen gibt es auch noch heute eine starke Verbundenheit zum einstigen Sickingen. Dies spiegelt sich in Verhaltensweisen wider, wie dass man sich häufig selbst als Sickinger und nicht als Flehinger bezeichnet.

### Jüdische Gemeinde

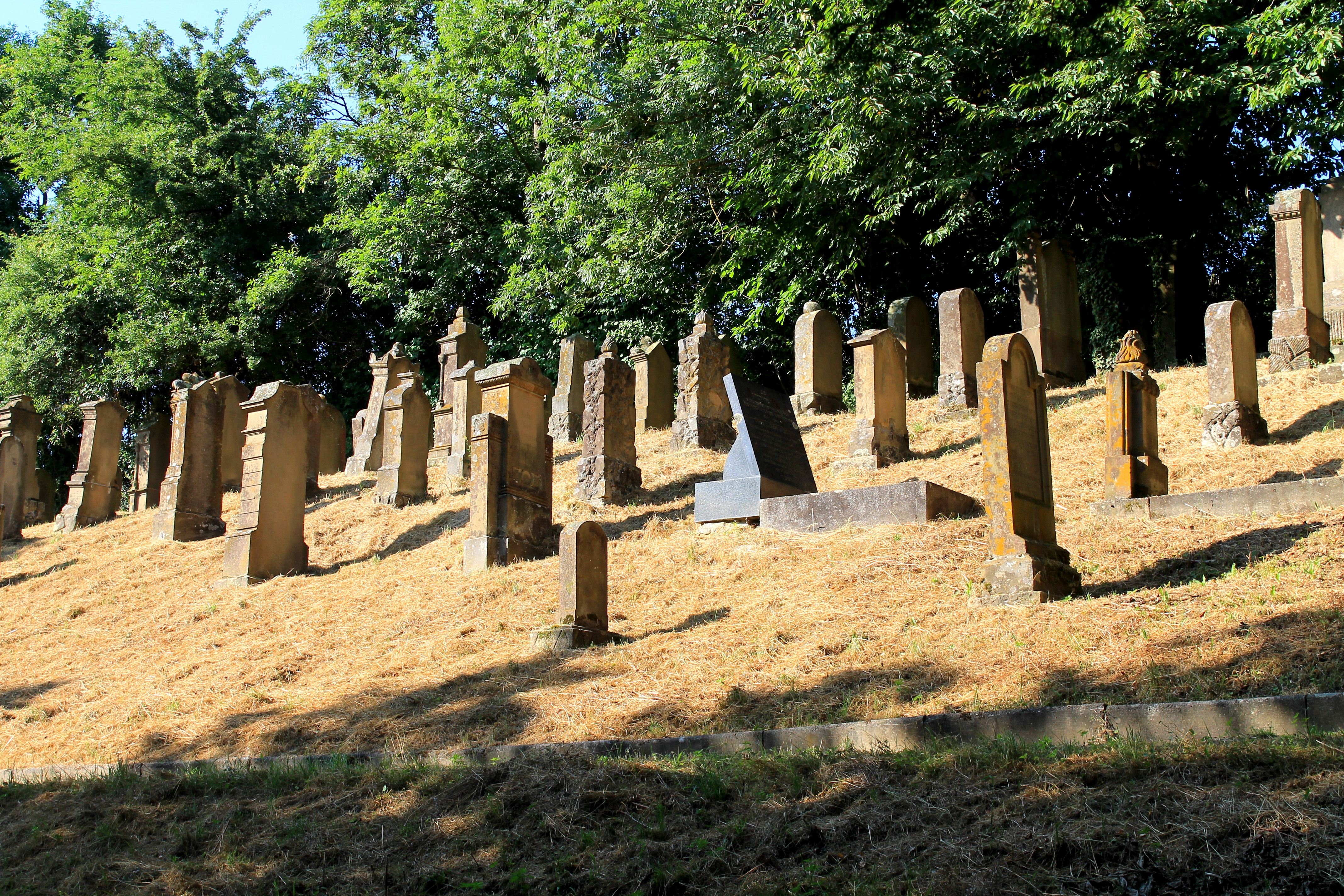
Jüdischer Friedhof Flehingen

In einem Verzeichnis jüdischer Familien in der Pfalz werden 1548 erstmals jüdische Einwohner in Flehingen erwähnt. Unter den Herren von Flehingen soll ein jüdischer Einwohner namens Isaak in Flehingen gewohnt haben. In größerer Zahl kam es zu Ansiedlungen in Flehingen und Umgebung unmittelbar nach dem Dreißigjährigen Krieg. Viele Kraichgaugemeinden hatten nach dem Krieg einen dramatischen Einwohnerschwund zu verzeichnen. Dieser wurde zum Teil durch die Ansiedlung jüdischer Einwohner ausgeglichen.
Bereits 1688 war die jüdische Gemeinde so groß, dass sie beim Grafen Metternich um die Überlassung eines Geländes für einen jüdischen Friedhof anfragte. Die Überlassungsurkunde aus dem Jahr 1688 ist noch heute im Landesarchiv in Karlsruhe aufbewahrt. Die Ortsbezeichnung für diesen ersten Friedhof lautete „Unter dem Stein“. Einige Jahre später genehmigte Graf Metternich die Nutzung des heutigen Friedhofs.
1698 begrenzte Graf Metternich die Zahl der Juden in Flehingen auf zehn Familien. Zu dieser Zeit begannen auch die Repressalien gegen die Juden. Die jüdischen Einwohner hatten hohe Abgaben wie Zahlungen für einen Schutzbrief und das sogenannte Neujahrsgeld zu entrichten. Schutzgeld wurde bis 1815 erhoben.
Die jüdische Gemeinde hatte ihre größte Einwohnerzahl 1832 (167 Personen). Danach ging die Zahl stetig zurück. Es gab eine Synagoge und eine jüdische Schule.
Während der Machtergreifung der Nationalsozialisten 1933 lebten noch 72 Juden in Flehingen. Am 22. Oktober 1940 wurden die letzten zehn Juden in das Internierungslager Gurs in Frankreich deportiert.

## Politik
Der Ortschaftsrat setzt sich aus 8 Mitgliedern zusammen, die zwei Fraktionen bilden. Aktuell haben die Unabhängigen Bürger Flehingen (UBF) 5 Vertreter und die CDU 3 Vertreter im Ortschaftsrat. Seit Juli 2010 ist Helmut Schmidt von der CDU Ortsvorsteher. Der Stellvertreter ist Christian Strohmenger von der UBF.

### Wappen

Wappen von Sickingen
Wappen von Flehingen

Eng mit den beiden Wappen ist die sogenannte Schneeballen-Sage verbunden. Dieser zufolge hatten in der Neujahrsnacht 1158 die Brüder Eberhard und Berthold (Beide aus dem Geschlecht der von Sickingen) eine Schneeballschlacht um den Besitz der Stammburg ausgetragen. Um bei dem Streit kein brüderliches Blut zu vergießen, gab die Mutter der beiden Brüder den Rat, dies mit Schneebällen und nicht mit Waffen auszutragen.
Dieser Wettbewerb sollte mit fünf Schneebällen durchgeführt werden. Der Sieger sollte der Erbe der Stammburg sein und der Verlierer nach Flehingen abwandern. Lange Zeit erklärte man sich so mit „Fliehingen“ und „Siegingen“ die beiden Ortsnamen. Als die Schneeballschlacht unentschieden endete, riet die Mutter, dass derjenige gewinnt, der am folgenden Tag zuerst ein Tier sehen würde. Eberhard erblickte auf dem Burggraben einen wilden Schwan und Berthold etwas später einen Wolfshund. Beide Brüder setzten nun fünf Schneeballen auf ihren schwarzen Schild. Berthold hob den Hund (oder Wolf) auf den Helmscheitel und Eberhard den Schwan. Die fünf Schneeballen zieren auch heute noch das Wappen Flehingens. Im Wappen Sickingens sind es vier Schneeballen und der Schwan.
Das ursprüngliche Wappen der Herren von Sickingen mit fünf Schneeballen sieht man heute noch an der Stadtkirche in Wiesloch. Die vermutlich älteste Darstellung des Flehinger Wappens aus dem Jahr 1388 findet man am Rathaus der Gemeinde Flehingen.
Was die beiden Wappen letztendlich bedeuten, ist heute nicht mehr zu klären, da authentische Urkunden nicht bestehen. Am wahrscheinlichsten ist die Deutung, dass die weißen „Schneeballen“ Verstärkungen des Schilds sind, die im Laufe der Generationen immer deutlicher herausgearbeitet wurden.

## Kultur und Sehenswürdigkeiten

Glockenweihe Sickingen 1956

### Bauwerke
Die St.-Magdalena-Kirche in Flehingen wurde von Konrad von Sickingen erbaut. Die spätgotische Kirche wurde 1523 fertiggestellt und diente vermutlich zuerst als protestantisches Gotteshaus. Die Kirche war die Grablege der Ritter, Freiherrn und Grafen von Sickingen. Als Besonderheit gilt ein sieben Meter hohes Doppelgrabmal mit der Familiengruft. Die Kirche hat ein vierstimmiges Geläut. Die vier Glocken aus Bronze stammen aus den Jahren 1956 (Glocken 2, 3, 4), sowie aus dem Jahr 1967 (Glocke 1).
Die Flehinger Katholiken begannen 1911 mit dem Bau der Kirche St. Martin. Die Kirche ist 40 Meter lang, 17 Meter breit und 13,7 Meter hoch. Seit 1974 wird die Kirche vom Sickinger Pfarrer mitbetreut.
Neben der St.-Martins-Kirche steht das ehemalige Kaiserliche Postamt.
Das Wasserschloss Flehingen wurde um 1565 erbaut. Der ehemalige Wassergraben existiert nicht mehr und ist nur noch im Ansatz zu erkennen. Der Besitz ging um 1636 an die Grafen Wolff-Metternich über. 1876 wurde das Schloss vom badischen Staat gekauft und diente als Erziehungsanstalt. 1985 erfolgte eine Renovierung und heute sind mehrere staatliche Fachschulen untergebracht.
Die evangelische Kirche am Senselberg wurde von 1825 bis 1911 erbaut. Sie gilt als Simultankirche.
Sowohl die Turnhalle als auch das Empfangsgebäude des Bahnhofs Flehingen sind geschützte Kulturdenkmale.

Sickingen St. Magdalena
Flehingen St. Martin
Kaiserliches Postamt
Wasserschloss Flehingen
Evangelische Kirche in Flehingen
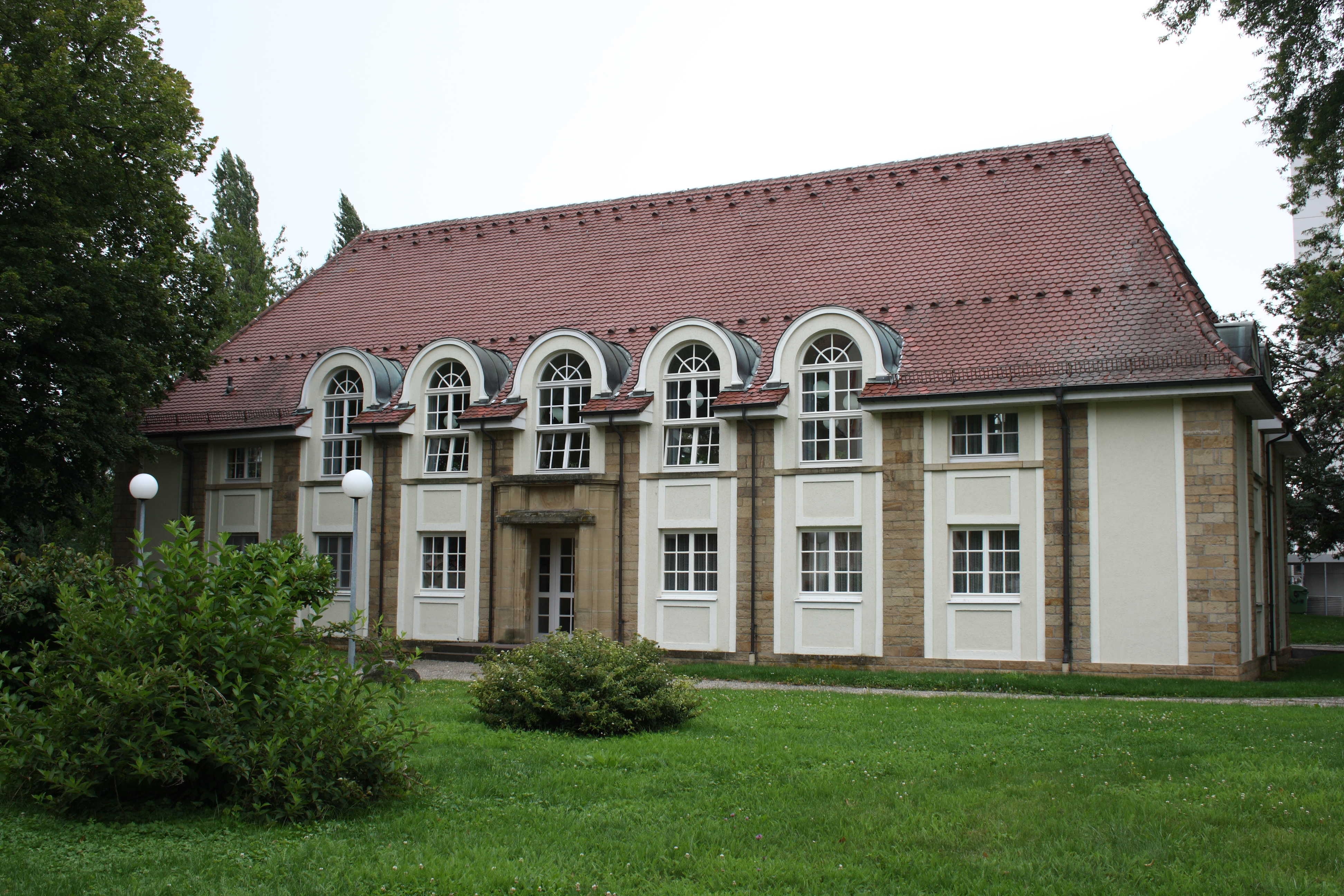
Ehemalige Turnhalle
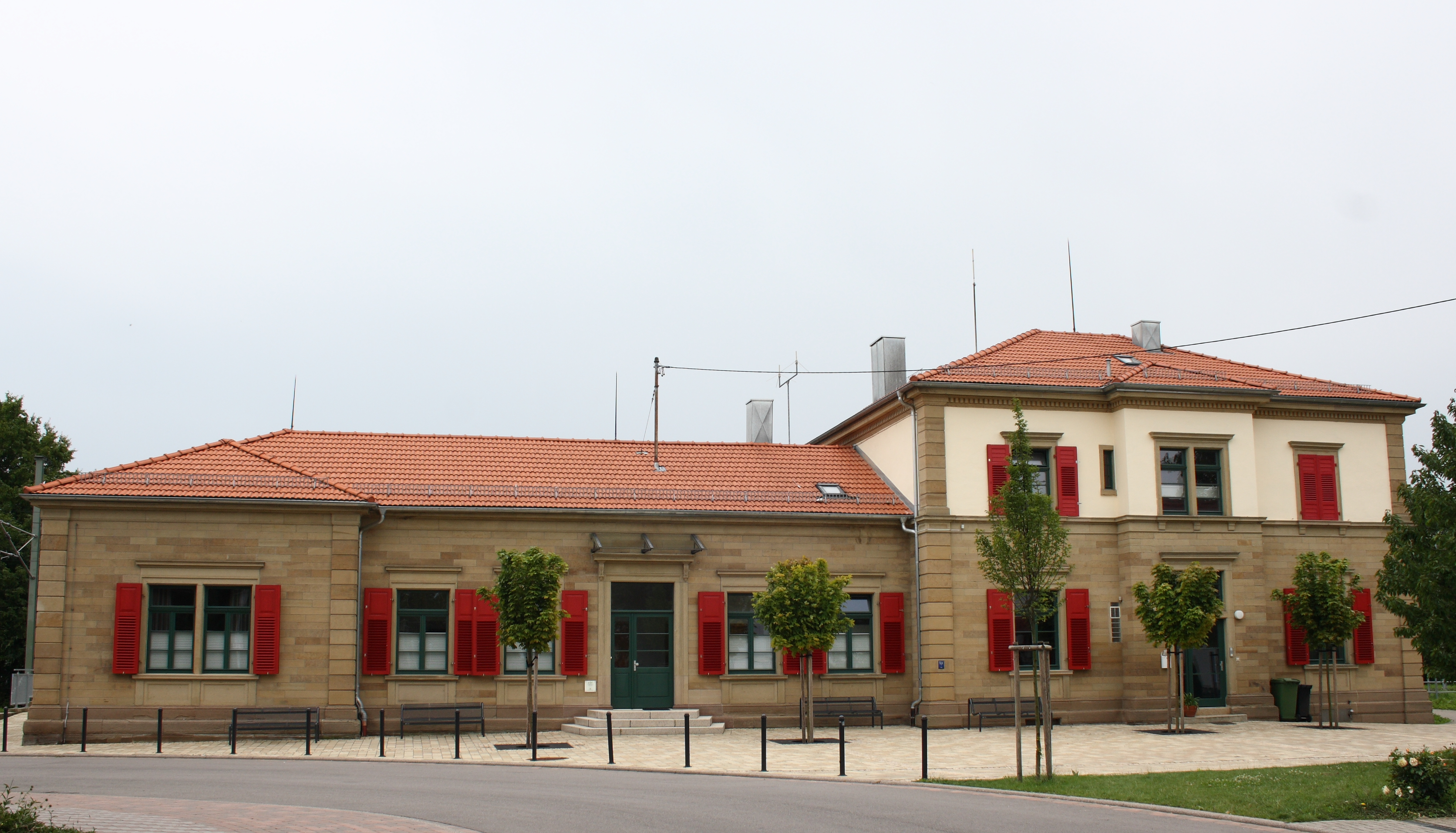
Bahnhofsgebäude

### Sport
Der FC Flehingen ist der einheimische Fußballklub und spielt in der Kreisliga Bruchsal.
Der Moto-Cross-Sport-Verein MTC Flehingen wurde 1968 gegründet und verfügt über eine Motorsportanlage außerhalb des Orts. Es sind über 40 aktive Fahrer im Club gemeldet.
Der TV Flehingen 1906 bietet Volleyball, Badminton, Leichtathletik und Turnen an.
Der Tischtennisclub TTC72 Flehingen wurde 1972 gegründet. 2024 hat der Verein 4 Herren-Mannschaften (teilweise mit Damen-Beteiligung) in den Ligen (Kreisliga B, Kreisklasse A, Kreisklasse C und D) angemeldet.

## Wirtschaft und Infrastruktur

### Verkehr

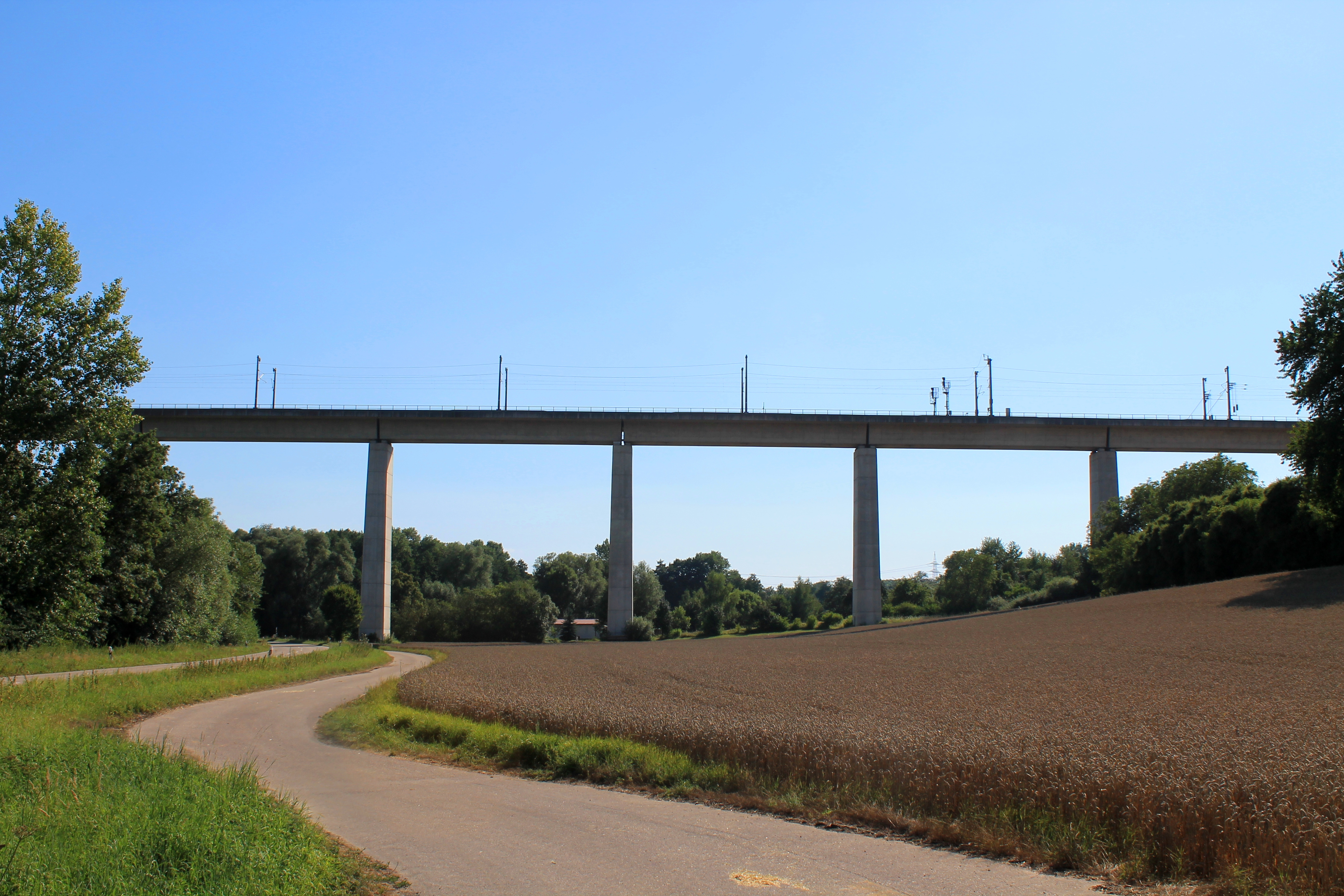
Brücke der ICE-Trasse Mannheim–Stuttgart, zwischen Bauerbach und Flehingen

Flehingen ist im öffentlichen Nahverkehr an die Kraichgaubahn (Karlsruhe–Heilbronn) angeschlossen. Auf der Strecke verkehrt die Linie S4 der Stadtbahn Karlsruhe sowie der Regionalexpress RE45 der DB Regio innerhalb des Karlsruher Verkehrsverbundes (KVV). Flehingen hat zwei Haltestellen, wovon nur eine von der Linie RE45 sowie S4 Eilzügen bedient wird.
Flehingen liegt unmittelbar neben der Bundesstraße 293 von Karlsruhe nach Heilbronn.
Zwischen Flehingen und Bauerbach befindet sich die Trasse der Neubaustrecke Mannheim–Stuttgart.

### Ansässige Unternehmen
Im Westen der Ortschaft liegt ein neues Industriegebiet mit zahlreichen kleineren Handwerks- und Industriebetrieben. Das 1969 gegründete und bis Sommer 2015 existierende Unternehmen Hirsch GmbH&Co.KG stellte Süßwaren her, die in 56 Ländern erhältlich waren.

### Medien
Über das Geschehen im Ort berichten die Brettener Nachrichten. Darüber hinaus gibt es Oberderdingens Gemeindezeitung s’ Blättle, die über die lokalen Themen berichtet.

## Persönlichkeiten
- Franz von Sickingen (1481–1523), hatte sein Stammschloss in Sickingen. Er kämpfte für die Reformation und die Reichsritterschaft und starb im Kampf um seine Burg Nanstein bei Landstuhl in der Pfalz.
- Samuel Friedrich Sauter (1766–1846), Schulmeister, Dorfpoet und Urbild des „Biedermeier“. Bekannteste Gedichte: Wachtelschlag und Das arme Dorfschulmeisterlein.
- Veit Flehinger (1769–1854), deutscher Bezirksrabbiner in Baden
- Leopold Feigenbutz (1827–1904), Chronist des Kraichgaus
- Erhard Bissinger (1843–1910), Konsul in Syrien
- Marie Lieb (1844–1917), Künstlerin
- Jakob Barth (1851–1914), deutsch-jüdischer Orientalist
- Charles Lieb (1852–1928), US-amerikanischer Politiker
- Karl Banghard (1923–2008), Buchautor und Journalist